# Râul Archiud
Râul Archiud este un curs de apă, afluent al râului Dipșa. 

## Hărți
- Harta județului Bistrița